# 黄定元
黄定元（1941年—），男，江西波阳人，中华人民共和国政治人物，曾任江西省教育委员会主任，江西省政协副主席，第七、八届全国人大代表。